# Grisette Mountain
Grisette Mountain är ett berg i Kanada.   Det ligger i provinsen Alberta, i den centrala delen av landet, 3 100 km väster om huvudstaden Ottawa. Toppen på Grisette Mountain är 2 093 meter över havet. Grisette Mountain ingår i Jacques Range.
Terrängen runt Grisette Mountain är kuperad åt sydost, men åt nordväst är den bergig. Runt Grisette Mountain är det mycket glesbefolkat, med 5 invånare per kvadratkilometer.. Närmaste större samhälle är Jasper Park Lodge, 8,7 km sydväst om Grisette Mountain.
I omgivningarna runt Grisette Mountain växer i huvudsak barrskog.